# 大荒塘
大荒塘是一个位于中国安徽省马鞍山市的淡水湖，面积约为1.67平方千米，属于长江区。它的一级流域为长江流域，二级流域为长江干流水系。